# Манушевци
Манушевци е село в Североизточна България. То се намира в община Антоново, област Търговище.

## География
Село Манушевци се намира в планински район.